# Andrea Firmenich
Andrea Firmenich (* 1959) ist eine deutsche Kunsthistorikerin und Generalsekretärin der Kunststiftung NRW in Düsseldorf.

## Leben
Firmenich studierte Kunstgeschichte, Geschichte, Philosophie und Erziehungswissenschaften an der Rheinischen Friedrich-Wilhelms-Universität in Bonn. Nach ihrer Promotion und ihrem Volontariat im Brücke-Museum Berlin übernahm sie 1990 die wissenschaftliche Leitung der Kunsthalle Emden/Stiftung Henri und Eske Nannen und 1996 des Ausstellungsmanagements in der Kunst- und Ausstellungshalle der Bundesrepublik Deutschland in Bonn. Im Jahr 1999 wurde sie Direktorin des Museums Sinclair-Haus in Bad Homburg, wo sie u. a. für die ALTANA AG eine Unternehmenssammlung zum Thema „Natur in der zeitgenössischen Kunst“ aufbaute. 2007 konzipierte Firmenich die ALTANA Kulturstiftung in Bad Homburg und 2012 die Stiftung Nantesbuch (heute Stiftung Kunst und Natur), die sie jeweils als Geschäftsführerin entwickelte.
2019 übernahm Firmenich das Amt der Generalsekretärin der Kunststiftung NRW in Düsseldorf und trat hier im November 2023 ihre zweite Amtszeit an.
Firmenich ist in mehreren Gremien und wissenschaftlichen Beiräten tätig, u. a. im Fachbeirat der Stiftung Henri und Eske Nannen und Schenkung Otto van de Loo und im Kuratorium des Werkverzeichnis der Gemälde von Gabriele Münter der Gabriele Münter und Johannes Eichner-Stiftung, München, des Badischen Kunstvereins, Karlsruhe, der Stiftung Künstlerdorf Schöppingen und der Stiftung Insel Hombroich, Neuss. Seit Januar 2024 leitet sie gemeinsam mit Johannes Janssen den Arbeitskreis Kunst und Kultur des Bundesverbandes deutscher Stiftungen, Berlin. Sie hat zahlreiche Publikationen zur Kunst des 20. und 21. Jahrhunderts geschrieben und herausgegeben.
Andrea Firmenich ist verheiratet und hat einen Sohn. Sie lebt in Köln.

## Publikationen
Herausgeberschaft und/oder Autorenschaft (Auswahl):
- Chiharu Shiota – Vernetzung, hg. v. Andrea Firmenich, Dortmund 2019[11], ISBN 978-3862067404
- Georg Baselitz. Das Naturmotiv, hg. v.  Andrea Firmenich, Johannes Janssen, Köln 2012, ISBN 978-3868320954
- AN DIE NATUR. ALTANA Kunstsammlung, hg. v. Andrea Firmenich, Köln 2010, ISBN 978-3879099061
- German Art. Deutsche Kunst aus amerikanischer Sicht. Werke aus der Sammlung des Saint Louis Art Museum, hg. v. Andrea Firmenich, Cornelia Homburg. Köln 2004, ISBN 978-3832174958
- Josef Scharl. Monographie und Werkverzeichnis, hg. v. Andrea Firmenich, Andrea Lukas, Köln 1999, ISBN 978-3879096442
- Fred Thieler. Monographie und Werkverzeichnis. Bilder von 1942–1993, hg. v. Andrea Firmenich, Jörn Merkert, Köln 1999, ISBN 978-3879093793
- Franz Radziwill. 1895 bis 1993. Monographie und Werkverzeichnis, hg.v. Andrea Firmenich, Rainer Schulze, Köln 1995, ISBN 978-3879093816
- Heinrich Campendonk 1888–1957. Leben und expressionistisches Werk. Mit Werkkatalog des malerischen Ouevres, Recklinghausen 1989, ISBN 978-3764704063